# Hatschekia breviramus
Hatschekia breviramus is een eenoogkreeftjessoort uit de familie van de Hatschekiidae. De wetenschappelijke naam van de soort is voor het eerst geldig gepubliceerd in 1967 door Lewis A.G..